# Brentford All Stars
Die Brentford All Stars waren eine Studioband von Coxsone Dodd und seinem jamaikanischen Plattenlabel Studio One. Weitere Aliasnamen der Gruppe waren The Soul Defenders, The Brentford Road All-Stars, The Brentford Rockers, The Brentford Disco Set, Studio One All Stars und The New Establishment. Die Band war nach der Adresse des Jamaica Recording Studio in der 13 Brentford Road, Kingston 5, Jamaica, benannt. Die Brentford All Stars traten als Begleitband für Aufnahmen diverser Künstler und als Instrumentalband in Erscheinung.

## Rezeption
Einige Aufnahmen der Brentford All Stars wurden als Samples im Hip-Hop verwendet. Ihr Instrumentalstück Greedy G, eine Adaption des James-Brown-Klassikers Get on the Good Foot aus dem Jahr 1974, wurde von Coldcut (That Greedy Beat), Boogie Down Productions (Jack of Spades), Ghostface Killah (Cherchez LaGhost) und weiteren gesampelt.

## Diskografie (Auswahl)
- 1977 Brentford Disco Set / Ken Parker: Rebel Disco / My Whole World Is Falling Down (Studio One SO-001)
- 1979 Jackie Mittoo & Brentford All Stars / Willie Williams & Brentford Disco Set: In Cold Blood / Armagideon (12", 45 rpm)
- 1980 Norma White & Brentford Disco Set: I Want Your Love / I Want Your Love Pt.2
- 1998 Brentford All Stars / The Soul Vendors: Greedy G. / Granny Scratch Scratch  (12", Promo, 45 rpm)